# Viktoria Hutter
Viktoria Hutter (* 19. Mai 1991 in Waidhofen an der Thaya) ist eine österreichische Politikerin der Österreichischen Volkspartei (ÖVP). Seit dem 23. März 2023 ist sie vom Landtag von Niederösterreich entsandtes Mitglied des Bundesrates.

## Leben

### Ausbildung und Beruf
Viktoria Hutter besuchte nach der Volksschule in Waidhofen an der Thaya die Unterstufe des dortigen Realgymnasiums. Anschließend wechselte sie an die Höhere Lehranstalt für Land- und Forstwirtschaft Francisco Josephinum, wo sie 2010 maturierte. Danach absolvierte sie eine Lehre als Forst-Facharbeiterin an der Land- und forstwirtschaftlichen Fachschule Edelhof und Hohenlehen. 2011 begann sie ein Bachelorstudium der Forstwirtschaft an der Universität für Bodenkultur Wien (BOKU), das sie 2015 als Bachelor of Science (BSc) abschloss. Es folgte ein darauf aufbauendes Masterstudium an der BOKU.
Seit 2015 bewirtschaftet sie als Landwirtin in Garolden bei Gastern im Waldviertel einen Bio-Ackerbau und eine Forstwirtschaft.

### Politik
2020 wurde sie Landeskammerrätin in der Landwirtschaftskammer Niederösterreich. Bei der Landtagswahl in Niederösterreich 2023 kandidierte sie als ÖVP-Listenzweite im Landtagswahlkreis Waidhofen an der Thaya, im Vorzugsstimmen-Wahlkampf überholte sie mit 1573 Vorzugsstimmen den Spitzenkandidaten Michael Litschauer. Mit der konstituierenden Sitzung der XX. Gesetzgebungsperiode am 23. März 2023 wurde sie vom Niederösterreichischen Landtag in den Bundesrat entsandt, wo sie am 14. April 2023 als Bundesrätin angelobt wurde. Als Landeskammerrätin folgte ihr im April 2023 Waltraud Ungersböck nach.
Hutter ist Vorstandsmitglied der Jungen ÖVP Niederösterreich und stellvertretende Parteiobfrau der ÖVP Waidhofen an der Thaya. Im Bauernbund fungiert sie als Mitglied im Landesbauernrat und Hauptbezirksbauernrätin in Waidhofen an der Thaya. Ende Mai 2023 wurde sie als Nachfolgerin von Bürgermeister Roland Datler zur Gemeindeparteiobfrau der ÖVP Gastern gewählt. Im März 2024 wurde sie Stellvertreterin von Landesobfrau Silke Dammerer der Wir Niederösterreicherinnen-ÖVP Frauen. Als neue Obfrau der Österreichischen Jungbauern wurde sie im November 2024 gewählt.